# The Peel Sessions (New Order)
The Peel Sessions è un album di raccolta del gruppo musicale britannico New Order, pubblicato nel 1990.

## Tracce
Tutte le tracce sono state scritte dai New Order, eccetto dove indicato.

Side 1
1. Truth – 4:21
2. Senses – 4:25
3. I.C.B. – 5:19
4. Dreams Never End – 3:13

Side 2
1. Turn the Heater On – 5:03 (Keith Hudson)
2. We All Stand – 5:26
3. Too Late – 3:39
4. 5-8-6 – 6:08